# 野沢靖尚
野沢 靖尚（のざわ やすひさ、1963年10月24日 - ）は、日本の実業家、格闘家。
有限会社フル・コム取締役、BUDO-STATION（ブドーステーション）副代表。

## 人物・来歴
栃木県芳賀町出身。
小学3年で「空手バカ一代」に、小学4年でブルース・リーに強い影響を受け、空手などを学ぼうと志すが、近所に道場がなく、父の友人が開設した合気道の道場に通ったり、伝統空手の通信教育を受けたりして、武術・格闘技への道を歩み始める。
中学では、剣道部に入部。
高校は、空手道部のある栃木県立真岡高等学校に入学し、栃木県大会団体型優勝、個人戦第3位などの成績を残す。関東大会、全国大会に出場した。
1988年3月、立教大学文学部日本文学科を卒業。同年4月、 株式会社経済界に入社。
1989年4月、株式会社日本標準に入社。
1991年6月、株式会社福昌堂に入社。経済界、日本標準とも出版社であったが、武術や格闘技への思いを断ちがたく、武術・格闘技専門の出版社である福昌堂へ入社し、以後、格闘技雑誌や書籍などの編集に携わる。
1998年2月、山田英司と共に有限会社 フル・コムを設立し、取締役に就任。フル・コムは武術・格闘技専門の出版社である。設立後、格闘技雑誌を3誌創刊した他、武術・格闘技専門の書籍やDVDを出版しながら、現在に至る。
2017年10月、武術の修練道場と情報発信基地の機能を備えたBUDO-STATION（ブドーステーション）を創設した。
10歳で合気道と伝統空手から始めた武術・格闘技は、その後、直接打撃制空手、グローブ空手などを経て、現在はウィラサクレックムエタイジムに所属してムエタイの練習に専念している。

## 戦績
- アマチュア打撃格闘技　32戦13勝19敗
- M-1ムエタイチャレンジ　1戦1勝

## 著書
- 達人空手家30人に見る空手「技」の歴史（東邦出版　2011年）